# Mistrz Świętej Krwi
Mistrz Świętej Krwi (fr. Maître du Saint-Sang) – południowo niderlandzki malarz czynny w Brugii ok. 1530-1540.

## Życie i działalność artystyczna
Prawdopodobnie pochodził z Antwerpii. Przydomek nadał mu belgijski historyk sztuki Georges Hulin de Loo w 1902 roku, który przypisał mu autorstwo znajdującego się kaplicy Świętej Krwi w Brugii Tryptyku Opłakiwania z 1519 roku, wykonanego w dla Bractwa Świętej Krwi. Wokół stylu anonimowego mistrza zgromadzono trzydzieści obrazów i włączono je do oeuvre Mistrza Świętej Krwi. W jego stylu widać silne wpływy szkoły antwerpskiej, z której być może się wywodził zanim przybył do Brugii, a zwłaszcza prac Massysa. 
Wszystkie obrazy powstały w Brugii, co może wskazywać na istnienie w tym mieście warsztatu malarskiego mistrza. Malował głównie sceny religijne oraz jest autorem kilku wersji Samobójstwa Lukrecji. W jego pracach widoczne są podobieństwa do dzieł innych artystów aktywnych w tym czasie w Brugii m.in. Gerarda Davida, Arberta Cornelisa, Ambrosiusa Bensona i Jana Provoosta oraz wpływy brugijskiej tradycji Memlinga. Według niemieckiego  historyka Maxa Friedländera brak portretów donatorów na tryptykach może oznaczać, że nie były one wykonane na zamówienie lecz z przeznaczeniem na sprzedaż na wolnym rynku. Teorię tę podważa zachowanie się Tryptyku Madonny z Dzieciątkiem, z Świętą Katarzyną i Święta Barbarą z brugijskiego Groeningemuseum, gdzie na skrzydłach widać wizerunki donatorów Christiaansa Jochima i jego drugiej żony Jossine Lamsins.

## Przypisywane prace

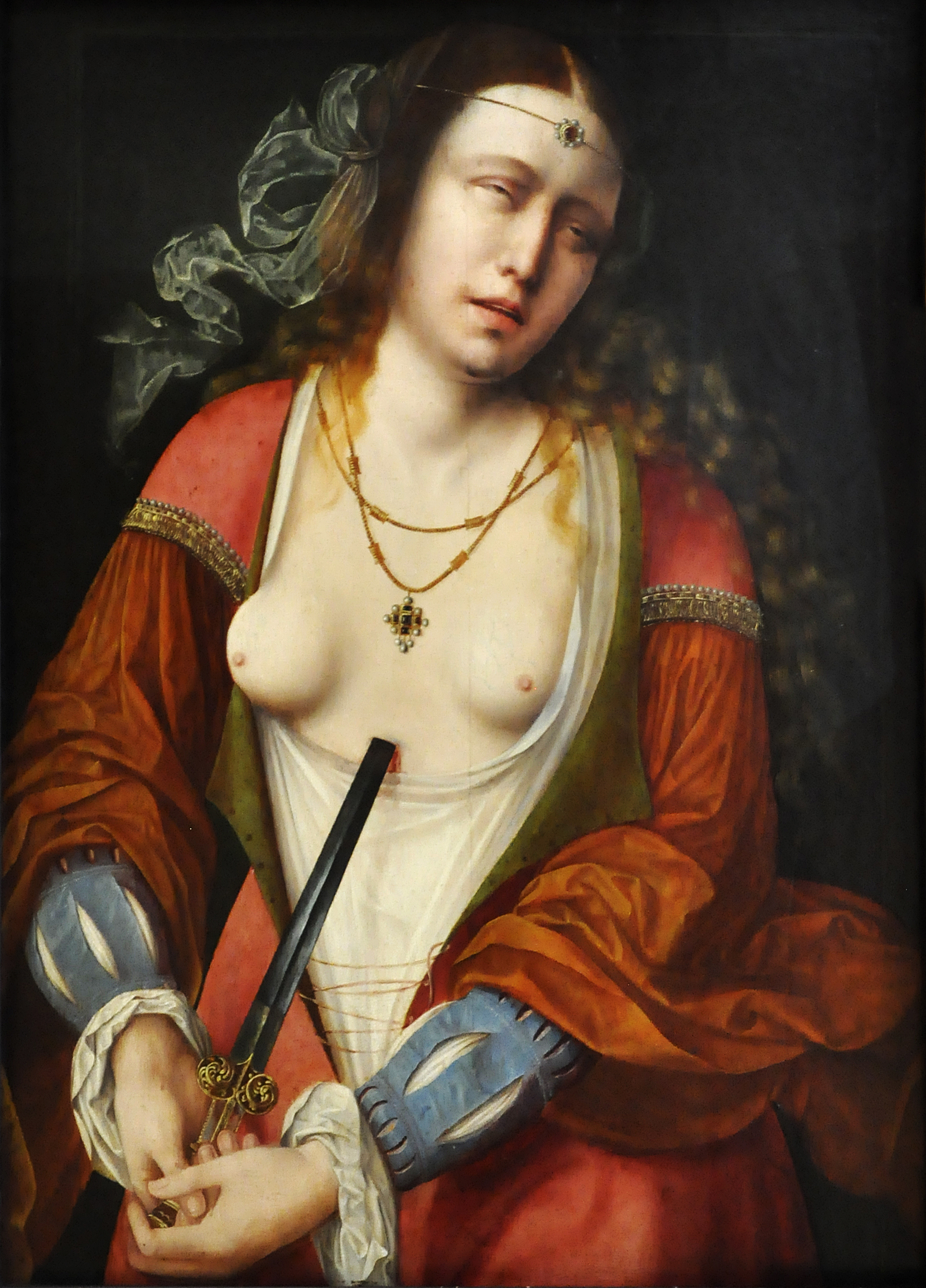
Samobójstwo Lukrecji
Obraz z Muzeum Sztuk Pięknych w Budapeszcie

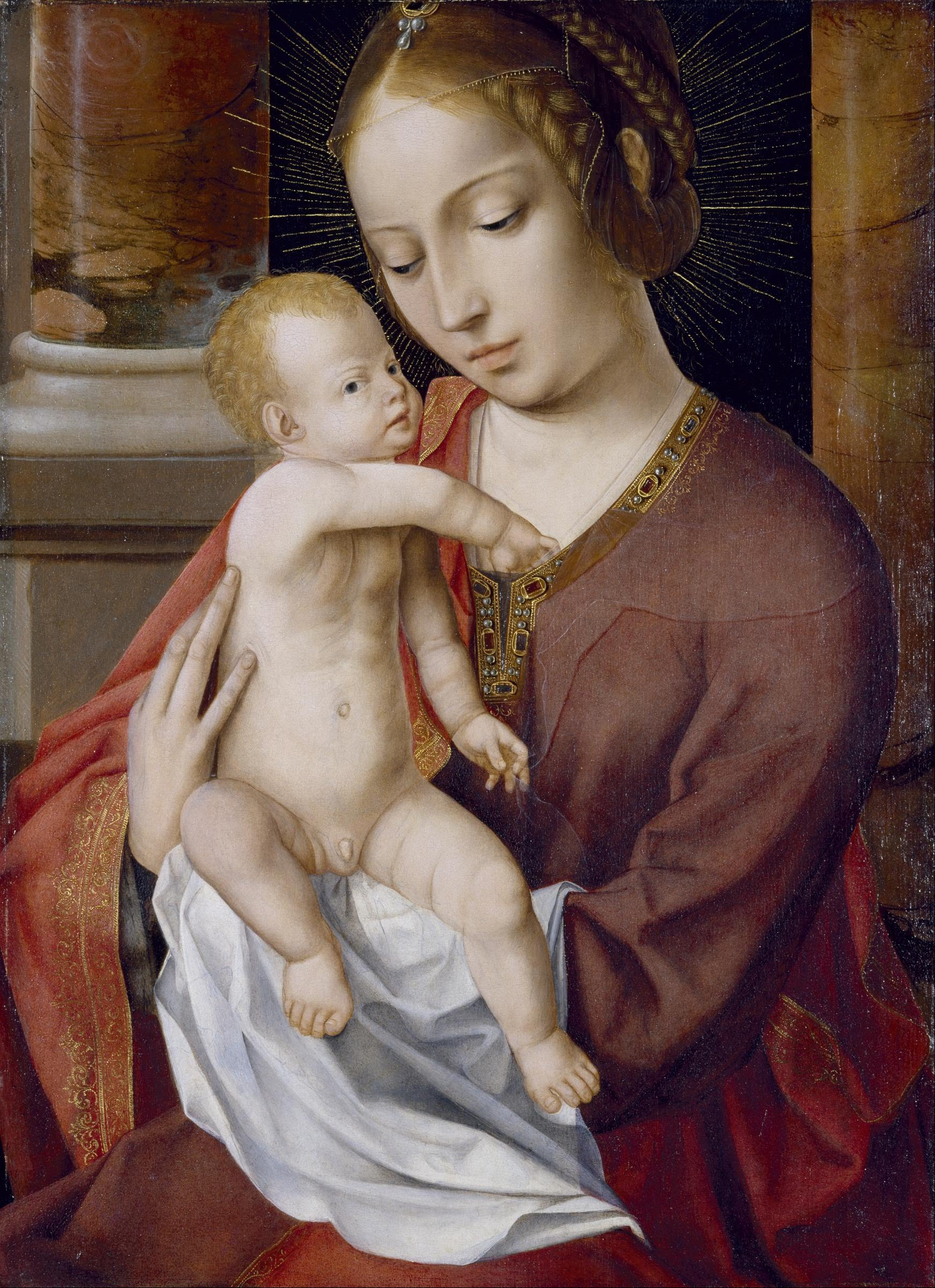
Madonna z Dzieciątkiem
Museum of Fine Arts, Houston